# Algernon Percy, 10. Earl of Northumberland

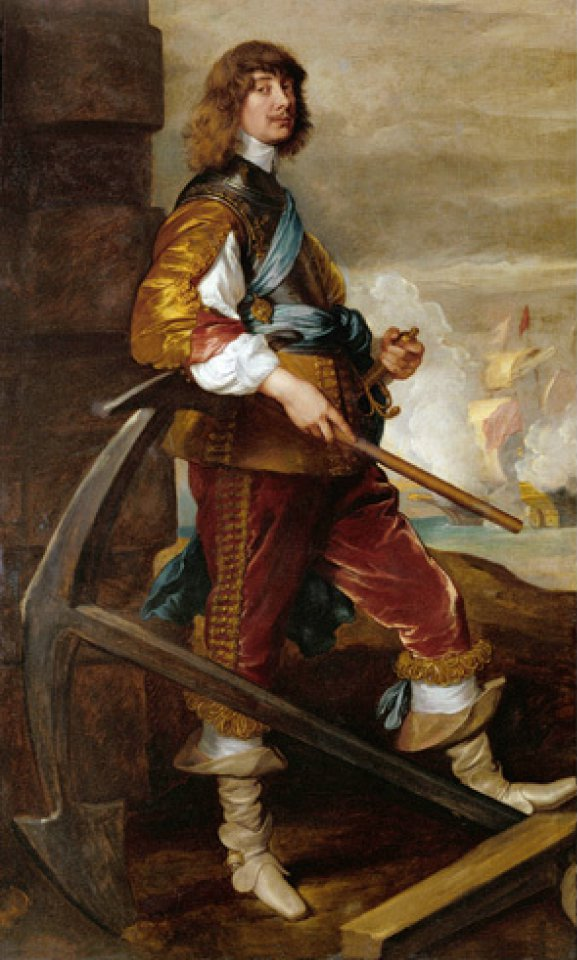
Algernon Percy, 10. Earl of Northumberland. Porträt von Anthonis van Dyck

Algernon Percy, 10. Earl of Northumberland, KG PC (* 29. September 1602 in London; † 13. Oktober 1668), war ein englischer Peer, Militär und Politiker.

## Leben
Er war der dritte, aber älteste überlebende Sohn von Henry Percy, 9. Earl of Northumberland (1564–1632), und dessen Frau Dorothy († 1619). Ab 1608 lebte er zusammen mit seinem wegen Mitwirkung am Gunpowder Plot seit 1606 inhaftierten Vater im Tower. 1615 studierte er am St John’s College der Universität Cambridge, zwischen 1619 und 1624 unternahm er eine Grand Tour durch die Niederlande, Frankreich und Italien.
Er wurde 1616 zum Knight of the Bath geschlagen, von 1624 bis 1625 war er Abgeordneter im House of Commons für Sussex und 1626 für Chichester, bis ihm durch Writ of Acceleration am 28. März 1626 vorzeitig der nachgeordnete Titel seines Vaters als Baron Percy übertragen wurde, wodurch er Mitglied des House of Lords wurde. Karl I. verlieh ihm zahlreiche Ämter, darunter 1626 als Master of the Horse der Königin, 1626 als Lord Lieutenant für Cumberland, Northumberland und Westmorland sowie 1636 für Sussex. Beim Tod seines Vaters 1632 erbte er auch dessen Titel als Earl of Northumberland und dessen Ländereien. Als Vertrauter Karls I. wurde er 1635 als Knight Companion in den Hosenbandorden aufgenommen, 1636 wurde er Mitglied des Privy Council, 1635/36 und 1637/38 diente er als Admiral, von 1638 bis 1642 als Lord High Admiral. In den Bischofskriegen gegen Schottland diente er zusätzlich 1639 und 1640 als General. Als Admiral konnte er keine notwendigen Reformen durchsetzen und war wegen Geldmangels zur Untätigkeit verurteilt. Als Freund des Earl of Strafford musste er als Zeuge im Hochverratsprozess gegen ihn aussagen und konnte seine Hinrichtung nicht verhindern.
Wegen zunehmender Ablehnung der absolutistischen Politik des Königs brach er 1642 mit Karl I. und trat auf die Seite des Parlaments über und wurde 1642/43 Erster Lord der Admiralität. Als moderater Anhänger des Parlaments vermied er eine aktive Teilnahme an den Kämpfen des englischen Bürgerkriegs, führte jedoch für das Parlament Verhandlungen mit dem König, so von 1642 bis 1643 in Oxford, 1645 in Uxbridge und 1648 in Newport. 1645 wurden die jüngsten Kinder Karls I. in die Obhut Percys auf seinen Landsitz Syon House gegeben, nach der Eroberung von Oxford auch der Duke of York. Am 21. April 1648 konnte der Duke of York jedoch flüchten und entkam nach Holland.
Northumberland stimmte 1649 gegen die Hinrichtung Karls I. Während des Commonwealth lebte er zurückgezogen und nahm keine öffentlichen Ämter an. Zum Ende des Commonwealth unterstützte er die Restauration unter Karl II., stimmte aber gegen eine Strafverfolgung der Königsmörder. 1660 wurde er wieder Mitglied des Privy Council sowie Lord Lieutenant für Sussex und Northumberland. Bei der Krönung Karls II. 1661 fungierte er als Lord High Constable of England, 1662 wurde er Earl Marshal of England. Für das Leben am Hofe Karls II. fühlte er sich jedoch zu alt und zog sich auf seine Landsitze zurück.
Bereits in den 1630er Jahren war er ein Förderer von van Dyck und wurde durch ihn beeinflusst zum Kunstsammler. Insgesamt erwarb er 18 Gemälde des Malers. Von 1640 bis 1647 mietete er York House, das Londoner Stadtpalais des Duke of Buckingham. 1645 beschlagnahmte das Parlament die reiche Gemäldesammlung des Hauses, um als papistisch verfemte Bilder zu vernichten. Northumberland gelang es, die Zerstörung zu verhindern und erwarb einige hochkarätige Bilder, darunter ein Doppelporträt von Tizian, zwei Bilder von Andrea del Sarto sowie acht Miniaturen von Elsheimer. Später war Northumberland ein Förderer von Peter Lely. Seine Gemäldesammlung bildet den Grundstock der Gemäldesammlung von Petworth House, wo viele Bilder heute noch zu sehen sind.

## Familie und Nachkommen
Er heiratete 1629 Lady Anne Cecil (1612–1637), älteste Tochter von William Cecil, 2. Earl of Salisbury und seiner Frau Lady Catherine Howard. Das Paar hatte folgende Kinder:
- Lady Catherine Percy (als Kind gestorben);
- Lady Dorothy Percy (als Kind gestorben);
- Lady Anne Percy (1633–1654), ⚭ 1652 Philip Stanhope, 2. Earl of Chesterfield;
- Lady Elizabeth Percy (1636–1718), ⚭ 1653 Arthur Capell, 1. Earl of Essex;
- Lady Lucy Percy (als Kind gestorben).

Am 1. Oktober 1642 heiratete Northumberland in zweiter Ehe Lady Elizabeth Howard (um 1622–1705), die zweite Tochter von Theophilus Howard, 2. Earl of Suffolk und seiner Frau Lady Elisabeth Home. Mit ihr hatte er folgende Kinder:
- Joceline Percy, 11. Earl of Northumberland (1644–1670), ⚭ 1662 Lady Elizabeth Wriothesley;
- Lady Mary Percy (1647–1652).